# Elk Horn
Elk Horn er en by i Shelby County, Iowa, USA med 662 indbyggere (2010). Byen blev grundlagt af danske udvandrere i 1901. De første der bosatte sig i Elk Horn var Christian Jensen og hans hustru Marie i 1868.
Elk Horn har et image som "Denmark on the Prairie". En traditionel dansk vindmølle blev i 1976 flyttet fra Nørre Snede til Elk Horn. Møllen er funktionsdygtig. Den har klapper på vingerne og krøjer med vindrose. Byen har et udvandrermuseum kaldet Museum of Danish America, og afholder årligt en "Tivoli Fest", hvor der bl.a. kåres årets konge og dronning og serveres æbleskiver og medisterpølse.
En 60 min. dokumentarfilm Danmark på prærien instrueret af Anders Birch og Jakob Vølver blev vist på DR1 den 28. august 2013, og fulgt op af Tilbage til Elk Horn den 17. marts 2014 